# 15の夜 (漫画)

『15の夜』（じゅうごのよる）は、講談社『週刊少年マガジン』にて問題提起シリーズとして2005年から2008年まで年1 - 2回のペースで不定期連載されていた日本の漫画作品。各回ごとにテーマが異なっている。

## 概要
内容は麻薬中毒からいじめ、引きこもりなど現代における少年（未成年）の社会問題を数多くテーマにしている。また、問題が発生する原因として「先輩から薦められた」（麻薬中毒編）というものから、アスペルガー症候群（いじめ編）という普段聞きなれない言葉まであり、解決方法としても身元引受人と共に解決していくもの（ネグレクト編）からあるきっかけで社会経験をおこなうことにより解決していった（引きこもり編）など様々である。
基本的に事実をもとにしたフィクションであるが、一部テーマでは実在する団体が登場する。テーマによって作者が変更されていることなどから、現在のところ単行本化はされていない。

## タイトル一覧
名もなき少年達の叫び（2005年50号 - 52号）
漫画：棚橋なもしろ、監修：鈴木力、取材協力：遠藤浩
ネグレクトがテーマ。
DIFFUSE・散乱（2006年17号 - 18号）
漫画：遠野ノオト、監修：日本ダルク・近藤恒夫、取材・脚本：神先史土
薬物依存症がテーマ。
いじめられているきみへ（2007年10号 - 11号）
漫画：市川正孝、監修：内山登紀夫
アスペルガー症候群によるいじめがテーマ。
REBIRTH・再誕（2007年23号 - 24号）
漫画：木田昌司、監修：日本ダルク・近藤恒夫、取材・脚本：神先史土
『DIFFUSE・散乱』の続編。
cocoon・繭籠（2008年2・3合併号 - 4・5合併号）
漫画：潮田一男、取材・脚本：神先史土
引きこもりがテーマ。
AIDS編（2008年50号 - 51号）
漫画：葦原倭
AIDS（HIV）感染がテーマ。